# Piskárkos
Piskárkos település Romániában, Szatmár megyében.

## Fekvése
Szatmárnémetitől délnyugatra, Királydaróc és Krasznaterebes között fekvő település.

## Története
Piskárkos nevét 1332-ben említette először oklevél Pyskarkos néven, 1428-ban Pyskarkas alakban írták.
A 15. század elején már egyházas hely és a Piskárkosi család birtoka volt.
1449-ben a Zsadányi család tagjait iktatták be részeibe, 1457-ben pedig a Vetési családot.
1489-ben Csáky Benedek birtoka volt, de a település negyedrészét Drágfi Bertalannak ítélték oda,  1551-ben pedig Drágfi Gáspár özvegye kapta.
Később az erdődi uradalomé, majd a daróczi uradalom része volt és a szatmári várhoz tartozott. 1660-ban Szodoray Mihálynak is volt itt birtokrésze.
A szatmári béke után gróf Károlyi Sándoré lett. A Károlyi családé volt a 19. század közepéig.
Az 1715. és az 1720. évi országos összeírásban Piskarkos, illetve Piscárcos névalakkal szerepel.
A 20. század elején Szatmár vármegye Erdődi járásához tartozott.
1910-ben 1053 lakosából 27 magyar, 1004 román volt. Ebből 1031 görögkatolikus, 20 izraelita volt.

## Nevezetességek
- Görögkatolikus temploma.